# Pamplonai repülőtér
A Pamplonai repülőtér (IATA: PNA, ICAO: LEPP) Spanyolország egyik belföldi repülőtere, amely Pamplona közelében található. Éves utasforgalma 172 543 fő (2022).

## Futópályák
A repülőtér futópályái:
- 16/34 (2207 m, aszfalt)

## Forgalom
Az utasforgalom az elmúlt években az alábbi módon változott:
| Utasok száma | 345 291 | 320 245 | 342 614 | 500 097 | 291 553 | 190 329 | 148 561 | 165 608 | 84 059 | 172 543 |
|              | 2000    | 2002    | 2005    | 2007    | 2010    | 2012    | 2015    | 2017    | 2020   | 2022    |

## Légitársaságok és úticélok
| Légitársaság    | Célállomások                                                                     |
| --------------- | -------------------------------------------------------------------------------- |
| Binter Canarias | Gran Canaria                                                                     |
| Iberia Regional | Madrid Szezonális: Barcelona, Ibiza, Palma de Mallorca, Tenerife–North, Valencia |
| Lufthansa       | Frankfurt                                                                        |
| Vueling         | Szezonális: Barcelona                                                            |